# Андрофор

Андрофор (отмечен зелёным)

Андрофор (от греч. aner — мужчина, phero — несу) — вытянутое цветоложе мужского цветка, поднимающее тычинки над чашей околоцветника. Так же используется для обозначения ветви, на которой образуются антеридии некоторых грибов отдела Ascomycetes и специального образования у некоторых водорослей (Vaucheria synandra Woronin), на котором размещаются антеридии.
Для обоеполых цветков употребляется термин андрогинофор.